# Циклічна довговічність

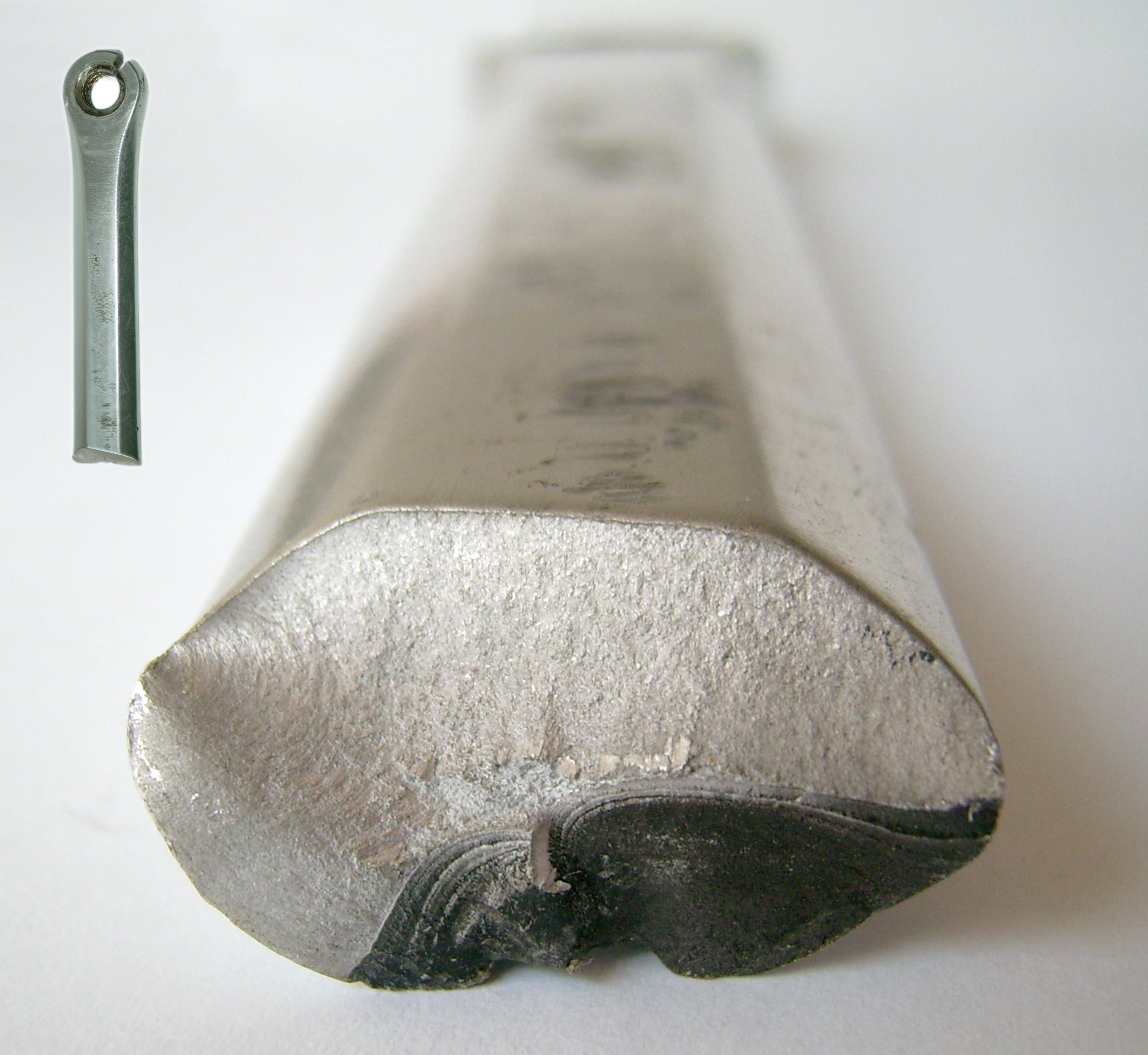
Руйнування шатуна з алюмінієвого сплаву. Темна зона: зона розвитку тріщини. Світла зона: зона крихкого доламу

Циклі́чна довгові́чність (англ. cyclic durability) — кількість циклів напруження чи деформації (або годин експлуатації), витриманих навантажуваним об'єктом до граничного стану (утворення втомної тріщини визначеної довжини або повного руйнування). Вона характеризує працездатність матеріалу в умовах циклів навантажень, що повторюються багатократно.
Цикл напруження — сукупність зміни напруження між двома його граничними значеннями σmax і σmin за період T. При експериментальному визначенні опору матеріалу втомі за базовий обрано синусоїдальний цикл. Він характеризується коефіцієнтом асиметрії циклу r = σmin/ σmax; амплітудою напруження σa = (σmax — σmin)/2; середнім напруженням σm = (σmax + σmin)/2.
Розрізняють симетричні цикли (r = -1) і асиметричні (r змінюється у широких межах). Різні види циклів характеризують різні режими роботи деталей машин.
Процеси поступового накопичення ушкоджень в матеріалі під дією циклічних навантажень, що приводять до зміни його властивостей, утворення та росту тріщин, руйнування, називають втомою матеріалу, а властивість чинити опір дії циклічного навантаження (протистояти втомі) — витривалістю.

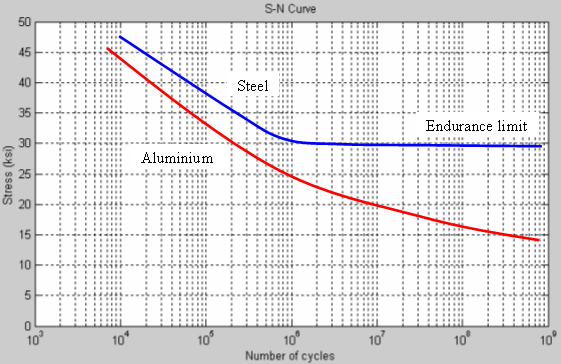
Криві втоми сталі (синій колір) та алюмінію (червоний колір)

Циклічну довговічність, як один з критеріїв витривалості (разом з границею витривалості) визначають на основі кривих втоми, які будують за результатами випробувань зразків на втому (ГОСТ 25.502-79). Їх проводять на спеціальних машинах, що створюють у зразках багаторазове навантажування (розтяг-стиск, згин, кручення). Зразки (не менше 15 шт.) випробовують послідовно на різних рівнях напружень, визначаючи число циклів до руйнування. Результати випробувань зображують у вигляді кривої втоми, яка у логарифмічних координатах: «σmax (або σa) — число циклів навантажувань N» складається з прямолінійних ділянок. Горизонтальна ділянка визначає напруження, яке не викликає втомного руйнування після як завгодно великого або заданого (базового Nб) числа циклів. Це напруження є фізичною границею витривалості σr (r — коефіцієнт асиметрії циклу), при симетричному циклі σ−1. Похила ділянка кривої втоми характеризує обмежену границю витривалості, що дорівнює напруженню σк, яке може витримати матеріал протягом певного числа циклів (Nк).
Криві втоми з горизонтальною ділянкою є типовими для сталей за невисоких температур випробувань. Криві без горизонтальних ділянок є характерними для кольорових металів, а також для всіх матеріалів, що працюють при високих температурах або у корозійному середовищі.
Криві втоми в області обмеженої довговічності визначають на основі статистичної обробки результатів випробувань. Це пов'язане із значним розкидом значень довговічності через її високу чутливість до стану поверхні зразків.